# Alchemilla elongata
Alchemilla elongata é uma espécie de rosácea do gênero Alchemilla, pertencente à família Rosaceae.